# Fetichismo religioso

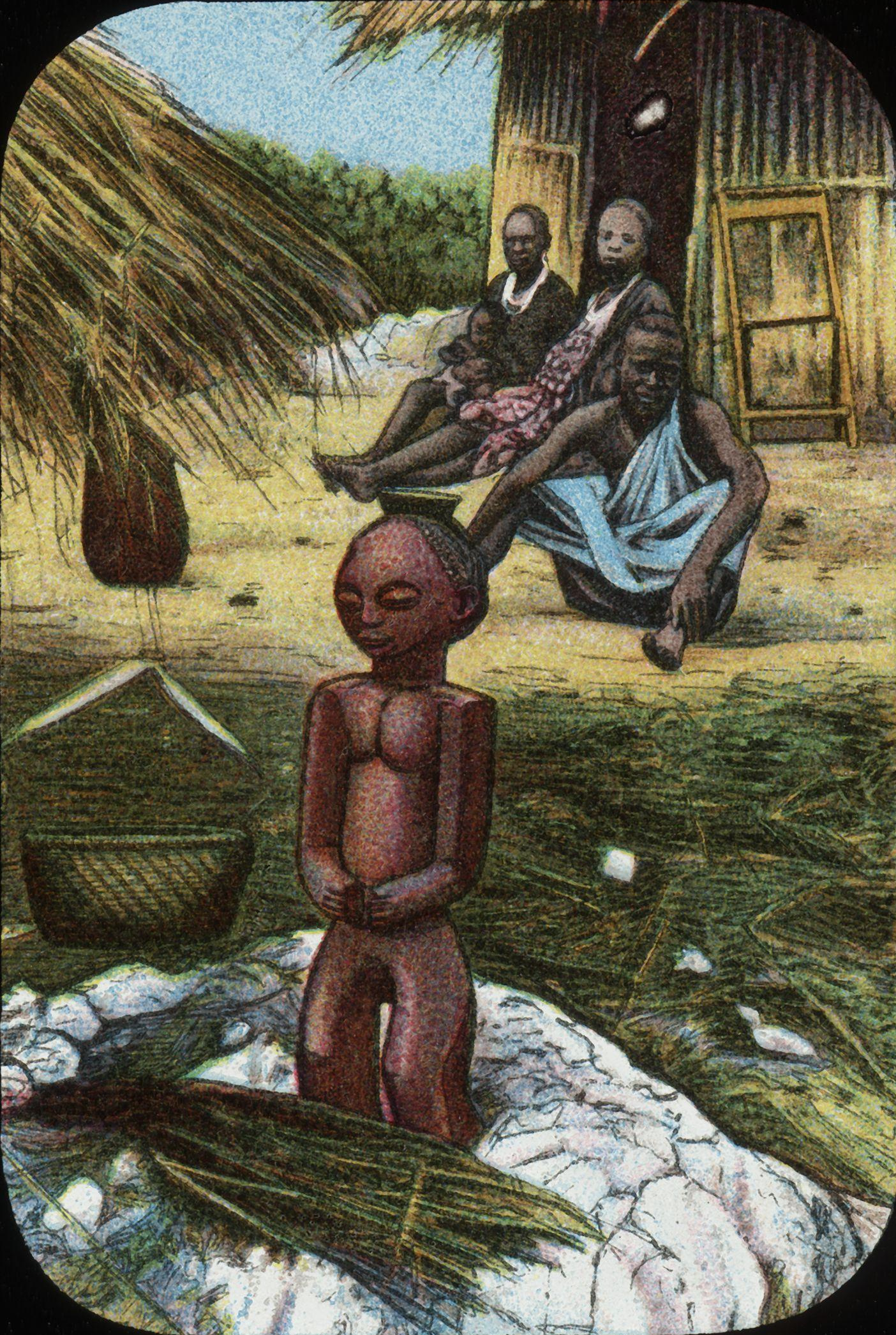
Representação de um fetiche na África do Sul, pela Sociedade Missionária de Londres, por volta de 1900.

Fetichismo designa literalmente a adoração de fetiches. O termo vem etimologicamente de feitiço ("artificial" e "sortilégio", por extensão), nome dado pelos portugueses aos objetos de culto das populações da África durante a colonização de parte do continente, termo ele próprio derivado do latim facticius ("destino"). A partir do século XVIII, essa noção é retomada na antropologia e depois na filosofia sobre a questão da crença e do objeto da religião. O termo é empregado pela primeira vez por Charles de Brosses em 1760: "o culto de certos objetos terrestres e materiais denominados fetiches... e que por esta razão chamarei de fetichismo".
Para antropólogos e sociólogos, o fetiche é uma transferência de afetividade para um objeto único ou composto, simbólico, atribuindo-lhe uma eficiência superior à sua própria sobre a realidade.

## Conotações
A etimologia do termo "fetiche" via o termo português "feitiço“ e as evoluções de seu significado mostram que a ideia de algo "fabricado" induziu aquela de "artificial", "adulterado"  a partir de "falso", ou ligado a travessuras mágicas como o "feitiço".

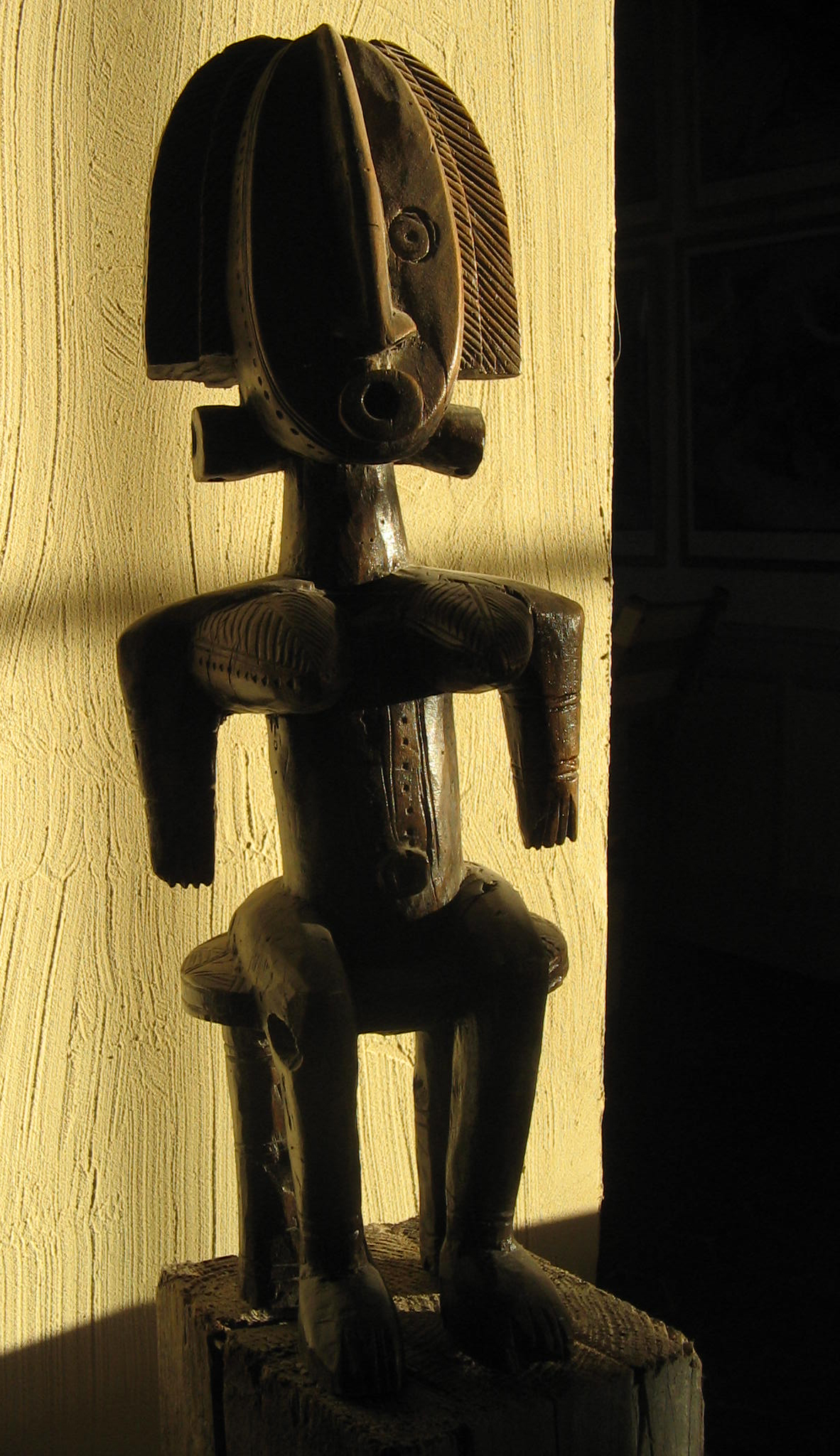
Um fetiche iorubá de meados do século XX, que se acredita promover a fertilidade.

"Fetiche" é uma palavra introduzida na etnologia por Charles de Brosses entre 1756 e 1760. De Brosses foi também político (presidente do Parlamento da Borgonha), filósofo e empresário, o que parece refletir sua visão de fetichismo que ele define como uma "forma de religião" na qual "os objetos de culto são animais ou seres inanimados que se divinizam", portanto transformados em coisas "dotadas de uma virtude divina". A noção de fetichismo envolve um observador comparando crenças ou uma adoração em relação a outras, sem necessariamente aderir a uma ou a outra. Charles de Brosses usa uma abordagem comparativa e usa o presente das nações modernas para tentar lançar luz sobre o passado dos povos antigos. Ele diferencia claramente o fetichismo da idolatria, em que o objeto tem a função de representação e rejeita qualquer faculdade simbolizante do objeto dentro da estrutura do fetichismo. Ele se esforça para confrontar uma religião objetiva (fetichismo) com os cultos do antigo Egito e as religiões de revelação, até mesmo com todas as outras formas de religião primitiva. Em 1760, ele apresentou o fetichismo como um "culto pueril" limitado à veneração de um objeto, a uma religião não intelectual resultante de um "processus puramente cego, impulsivo, afetivo". Pelo contrário, David Hume considera o fetichismo como uma parte cativante do politeísmo, e o conota mais ou menos como um sinônimo de idolatria. É a partir dessas duas visões do fetichismo e seu lugar no processo de construção da religião que a problemática etnológica se junta à problemática filosófica.
Os intelectuais do século XVIII que articularam a teoria do fetichismo encontraram essa noção nas descrições da "Guiné" contidas em coleções de viagens populares como Viaggio e Navigazioni de Ramusio (1550), India Orientalis de Bry (1597), Hakluytus Posthumus de Purchas (1625), Collection of Voyages and Travels de Churchill (1732), A New General Collection of Voyages and Travels de Astley (1746) e Histoire generale des voyages de Prevost (1748).
Uma teoria do fetichismo foi articulada no final do século XVIII por G. W. F. Hegel em Conferências sobre a Filosofia da História. De acordo com Hegel, os africanos eram incapazes de pensamento abstrato, suas ideias e ações seriam governadas por impulso e, portanto, um objeto fetiche poderia ser qualquer coisa que estivesse arbitrariamente imbuída de poderes imaginários.
Mais tarde, Auguste Comte empregou o conceito em sua teoria da evolução da religião, em que postulou o fetichismo como o estágio mais primitivo (mais primitivo), seguido pelo politeísmo e monoteísmo. Com novos significados posteriormente derivados, o termo ganhou conotação globalizante, transcultural e transdisciplinar, tal como em Alfred Binet, que, ao descrever a relação entre religiões e fetichismo, relacionou-o também ao sentido do termo adotado por Freud nas relações objetais (fetichismo sexual). Ele afirmou: "é certo que todas as religiões estão lado a lado com o fetichismo, e algumas levam a ele".

## Historiografia

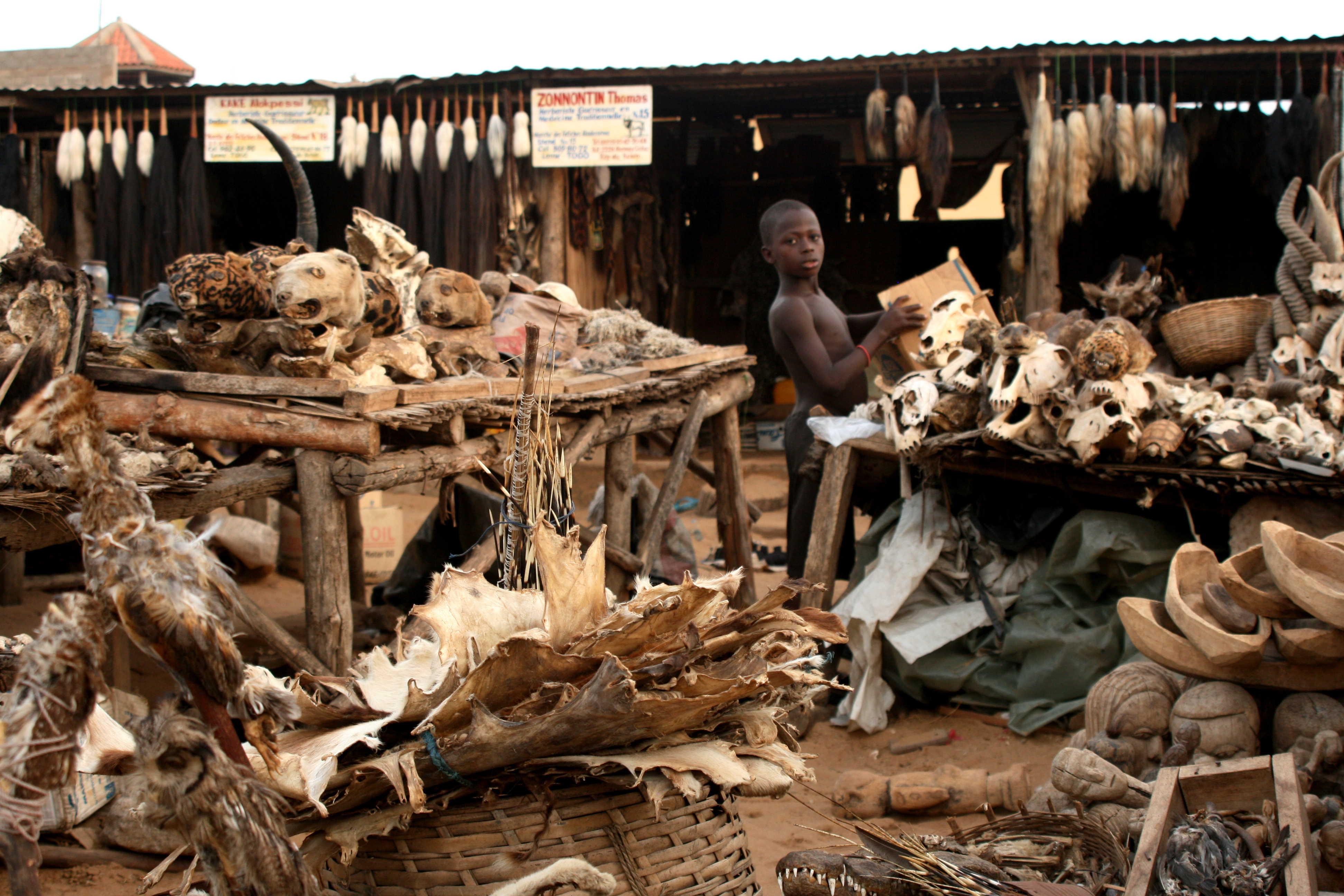
Um mercado de fetiches vodu em Lomé, Togo, 2008

William Pietz, que, em 1994, conduziu um extenso estudo etno-histórico do fetiche, argumenta que o termo se originou na costa da África Ocidental durante os séculos XVI e XVII. Pietz distingue, por um lado, objetos africanos reais que podem ser chamados de fetiches na Europa, juntamente com as teorias indígenas sobre eles, e, por outro lado, "fetiche" como ideia, e uma ideia de um tipo de objeto, aos quais o termo acima se aplica.
Segundo Pietz, o conceito pós-colonial de "fetiche" surgiu do encontro entre europeus e africanos em um contexto histórico muito específico e em resposta à cultura material africana. Ele começa sua tese com uma introdução à complexa história da palavra:
Meu argumento, então, é que o fetiche poderia se originar apenas em conjunção com a articulação emergente da ideologia da forma mercadoria que se definiu dentro e contra os valores sociais e ideologias religiosas de dois tipos radicalmente diferentes de sociedade não capitalista, já que eles se encontravam cada um em uma situação transcultural contínua. Este processo está indicado na história da própria palavra, à medida que se desenvolveu desde o feitiço português do final da Idade Média, ao pidgin Fetisso do século XVI na costa africana, a várias versões do norte da Europa da palavra através do texto de 1602 do holandês Pieter de Marees... O fetiche, então, não apenas se originou de, mas permanece específico ao problema do valor social dos objetos materiais conforme revelado em situações formadas pelo encontro de sistemas sociais radicalmente heterogêneos, e um estudo da história da ideia do fetiche pode ser orientado pela identificação daqueles temas que persistem ao longo dos diversos discursos e disciplinas que se apropriaram do termo.
Peter Stallybrass conclui que "Pietz mostra que o fetiche como um conceito foi elaborado para demonizar o apego supostamente arbitrário dos africanos ocidentais a objetos materiais. O sujeito europeu se constituiu em oposição a um fetichismo demonizado, por meio da recusa do objeto.”

Exemplo que recaiu sob essa denominação e foi abordado na historiografia é o de inquice, objeto escultural feito e usado pelos congos do oeste do Zaire e que fornece uma habitação local para uma personalidade espiritual. Embora alguns inquices sempre tenham sido antropomórficos, eles provavelmente eram muito menos naturalistas ou "realistas" antes da chegada dos europeus no século XIX; as figuras do Congo são mais naturalistas nas áreas costeiras do que no interior. Os europeus costumaram chamar inquices de "fetiches" e também de "ídolos", porque às vezes são representados na forma humana. A antropologia moderna geralmente se refere a esses objetos como "objetos de poder" ou como "amuletos". Ao abordar a questão de saber se um inquice é um fetiche, William McGaffey escreve que o sistema ritual do Congo como um todo,
guarda uma relação semelhante àquela que Marx supôs que a "economia política" tinha para o capitalismo como sua "religião", mas não pelas razões apresentadas por Bosman, os pensadores iluministas e Hegel. O caráter irracionalmente "animado" do aparato simbólico do sistema ritual, incluindo inquices, dispositivos de adivinhação e provações de teste de bruxa, expressa obliquamente relações reais de poder entre os participantes do ritual. O "fetichismo" trata das relações entre as pessoas, e não dos objetos que medeiam e disfarçam essas relações.
McGaffey concluiu que chamar um inquice de fetiche é traduzir "certas realidades do Congo nas categorias desenvolvidas nas emergentes ciências sociais do século XIX, na Europa pós-iluminista".